# 斯拉德科沃區

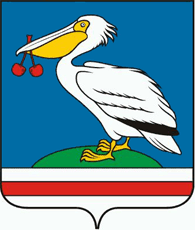
說明：秋明州斯拉德科沃區的徽章

55°31′50″N 70°20′00″E / 55.53056°N 70.33333°E
斯拉德科沃區（俄语：Сладковский район），是俄羅斯的一個區，位於該國南部，由秋明州負責管轄，始建於1923年11月12日，面積4,023平方公里，2010年該區人口12,264，人口密度每平方公里3.05人。